# 阳日镇
阳日镇，是中华人民共和国湖北省神农架林区下辖的一个乡镇级行政单位。

## 行政区划
阳日镇下辖以下地区：
阳日社区、阳日村、钱家湾村、南垭村、桃园村、双建村、万福村、太阳村、朝阳村、龙溪村、武山村、大坪村、长青村、白连村和古水村。